# Curtis
Curtis je priimek več oseb:
- Alfred Cyril Curtis, britanski general
- Francis Cockburn Curtis, britanski general
- Henry Osborne Curtis, britanski general